# 米尔普瓦 (热尔省)
米尔普瓦（法語：Mirepoix，法語發音：[miʁpwa] ⓘ）是法国热尔省的一个市镇，属于欧什区。

## 地理
米尔普瓦（43°44'41"N, 0°40'16"E）面积7.25 平方千米，位于法国奧克西塔尼大區热尔省，该省份为法国西南部内陆省份，北起顺时针与洛特-加龙省、塔恩-加龙省、上加龙省、上比利牛斯省、大西洋比利牛斯省和朗德省接壤。
与米尔普瓦接壤的市镇（或旧市镇、城区）包括：克拉斯特、欧卢斯特河畔加瓦雷、米拉蒙拉图尔、蒙托莱克雷诺、普雷尼昂、圣克里斯蒂、图朗凯。

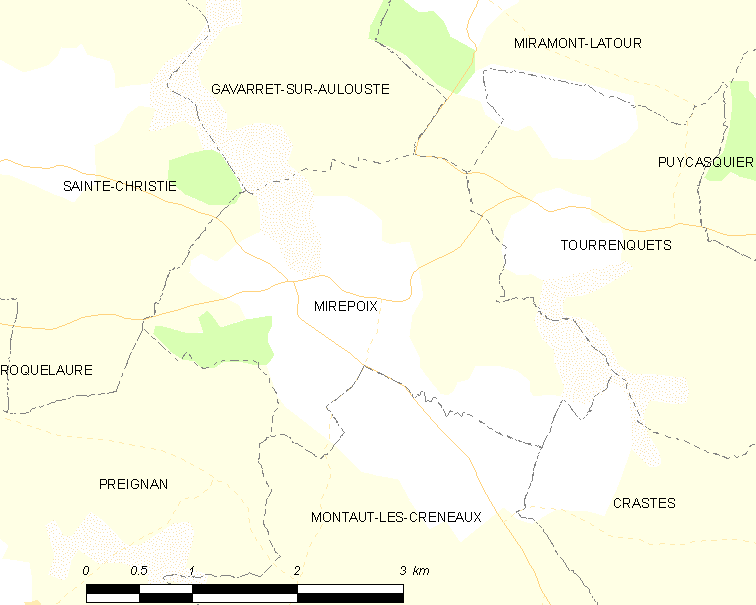
的OSM定位图

米尔普瓦的时区为UTC+01:00、UTC+02:00（夏令时）。

## 行政
米尔普瓦的邮政编码为32390，INSEE市镇编码为32258。

## 政治
米尔普瓦所属的省级选区为欧什加斯科涅县。

## 人口

1962-2008年间人口变化图示

米尔普瓦于2022年1月1日时的人口数量为229人。